# Livro da Noa
O Livro da Noa é um códice medieval produzido no mosteiro de Santa Cruz de Coimbra e hoje conservado no Arquivo Nacional Torre do Tombo. O volume atual resulta da encadernação por separado, no século XVII, dos cinco últimos cadernos de um saltério com as orações da hora de nona, de onde tomou o seu nome. Também foi conhecido como Livro das eras e como Livro da sacristia. Contém um conjunto de textos breves, a maior parte deles historiográficos, que foram copiados em diferentes momentos: os primeiros por volta de 1200, outros no século XIV e os últimos no XV.

### Características físicas
O códice compõe-se de 26 fólios de pergaminho, numerados de 2 a 27 e agrupados em cinco cadernos: um binion (fólios 2 a 5), um quaternion (fólios 6 a 13), um ternion incompleto (fólios 14 a 18) e um quinion também incompleto (fólios 19 a 27).  O primeiro caderno data dos fins do século XII ou inícios do XIII e, provavelmente, foi um quaternion que, no século XIV, perdeu os últimos fólios. Os conteúdos destes fólios, ou parte deles, foram copiados no segundo caderno.
O saltério do qual fez parte, que aparentemente não se conserva, continha os sete salmos penitenciais. Os cinco últimos cadernos foram separados em data imprecisa e estiveram extraviados até que, no ano de 1623, José de Cristo os encontrou guardados junto com as relíquias do Mosteiro e os encadernou.

### Composição
O Livro da Noa é um repositório de textos breves, copiados em diferentes momentos, provavelmente para preservar registos e composições espalhados em diferentes volumes e assim evitar que se perdessem. Entre estes textos encontram-se três versões dos Annales Portucalenses Veteres, os Annales martyrum, o Ordo Annorum Mundi e um obituário dos bispos de Coimbra, bem como várias séries analíticas.

### Edições
Os textos que compõem o Livro da Noa foram copiados, total ou parcialmente, desde o século XV, e publicados em formato impresso por António Caetano de Sousa, Enrique Flórez, Alexandre Herculano, Alfredo Pimenta, Pierre David e António Cruz.